# Хијераконполис
Нехен, такође познат као Хијераконполис (значења „Град соколова” или „Град јастребова”), био је религијска и политичка престоница Горњег Египта крајем протодинастичког периода Египта (око 3200–3100. године пре нове ере), а вероватно и током ранодинастичког периода (око 3100–2686. године пре нове ере).
Најстарија позната гробница са осликаном декорацијом, фреска на њеним зидовима од гипсаног малтера, налази се у Нехену и сматра се да потиче из периода око 3500–3200. године пре нове ере. Она дели карактеристичне сликовне мотиве са артефактима герзеанске културе.

## Центар култа Хоруса
Нехен је био центар култа бога Хоруса, који је у овом граду подигао један од најстаријих египатских храмова. Задржао је свој значај као средиште овог божанског заштитника краљева дуго након што је локалитет пропао.
Прво насеље у Нехену потиче или из прединастичке амрашке културе (око 4400. године п. н. е.) или, можда, из касне бадарске културе (око 5000. године п. н. е.). На свом врхунцу, око 3400. године п. н. е., Нехен је имао најмање 5.000, а можда и до 10.000 становника. Већи део Горњег Египта тада су ујединили владари из Абидоса током периода Накаде III (3200–3000. године п. н. е.), на штету ривалских градова, посебно Нехена (Хијераконполиса). Сукоби који су довели до доминације Абидоса можда су приказани на бројним рељефима из периода Накаде II, као што су нож Гебел ел-Арак или фриз у Гробници 100 у Нехену (Хијераконполису).
Остаци града су први пут ископани крајем 19. века, а радове су предводили енглески археолози Џејмс Квибел и Фредерик В. Грин.
Квибел и Грин су 1894. године открили „Главни депозит”, темељни депозит испод храма. Квибела је првобитно подучавао Флиндерс Петри, отац савремене египтологије, али није следио Петријеве методе. Храм је био тежак локалитет за ископавање, тако да су његова ископавања била лоше вођена, а затим и лоше документована. Конкретно, ситуациони контекст предмета унутар депозита био је слабо забележен, а извештаји Квибела и Грина често су у супротности један с другим.
Најпознатији артефакт који се обично повезује са главним депозитом, Нармерова палета, вероватно се уопште није налазила у том депозиту. Квибелов извештај из 1900. тврдио је да је палета пронађена у депозиту, али је Гринов извештај из 1902. навео да се налазила око једног до два јарда даље. Гринова верзија је потврђена ранијим теренским белешкама (Квибел није водио никакве), тако да је данас прихваћена као званичан запис догађаја.
Главни депозит потиче из раног доба Старог краљевства, али уметнички стил предмета у њему указује да су они из периода Накаде III и да су касније премештени у депозит. Други важан предмет у депозиту јасно датира из позног протодинастичког периода. Овај предмет, Глава буздована краља Шкорпиона, приказује краља познатог само по идеограму за шкорпиона, данас познатог као Шкорпион II, како учествује у ономе што изгледа као ритуална церемонија наводњавања. Иако је Нармерова палета познатија јер приказује првог краља који је носио обе круне Горњег и Доњег Египта, Глава буздована краља Шкорпиона указује на рану војну непријатељску активност према северу, јер приказује мртве шеве, симбол Доњег Египта, обешене на стубовима.
Џон Гарстанг је вршио ископавања у Нехену током 1905/06. године. У почетку је намеравао да ископава сам град, али је наишао на потешкоће, па је убрзо усмерио пажњу на подручје које је погрешно идентификовао као „тврђаву”. Тај локалитет припада краљу Касекемвију из Друге династије. Испод тог подручја, Гарстанг је откопао прединастичко гробље са 188 гробница, које је служило већини становништва града током касног прединастичког и раног династичког периода, откривајући погребне обичаје неелитних Египћана који су живели у Нехену.
- Глава од слоноваче из Хијераконполиса.
- Глава од кречњака из Хијераконполиса.
- Фигуре мушкараца из Хијераконполиса.

## Могуће ритуалне структуре
Структура у Нехену позната под погрешним именом „тврђава” представља масивни зид од опеке од блата који је подигао краљ Касекемви из Друге династије. Чини се да је слична по структури и ритуалној сврси као и погрешно идентификоване „тврђаве” изграђене у Абидосу, све без очигледне војне функције. Стварна функција ових структура није позната, али изгледа да су повезане са ритуалима краљевства и културом. Религија је била нераскидиво повезана са краљевством у старом Египту.
Ритуална структура у Нехену била је изграђена на протодинастичком гробљу. Ископавања на овом локалитету, као и крађа цигли са истог, озбиљно су оштетили зидове и довели до скоро потпуног колапса структуре. Током две године, 2005. и 2006. године, археолошки тим покушао је да стабилизује постојећу структуру и подржи угрожене делове новим циглама од блата.
Ископавања у Хијераконполису 1998. пронашла су археолошке доказе о ритуалним маскама сличним онима које су коришћене на локалитетима на југу Египта, као и значајне количине опсидијана који су били повезани са каменоломима у Етиопији.

## Најстарија позната египатска осликана гробница
Други значајни налази у Нехену укључују Гробницу 100, најстарију познату гробницу са фреском на њеним зидовима од гипсаног малтера. Сматра се да ова гробница потиче из периода герзеанске културе (око 3500–3200. године п. н. е.).
Претпоставља се да фреска приказује религијске сцене. Она укључује фигуре које су биле присутне у египатској култури током три хиљаде година — погребну процесију чамаца, претпостављену богињу која стоји између две усправне лавице, точак са различитим рогатим четвороношцима, неколико примера жезала која су постала повезана са божанством најраније културе говеда и једним које је држала богиња са великим грудима. Приказане животиње укључују кулане или зебре, дивље козе, нојеве, лавице, импале, газеле и стоку.
Нека од тумачења тема и слика приказаних на нехенској фресци повезана су са једним страним артефактом пронађеним у Египту, ножем Гебел ел-Арак (који потиче од око 3500–3200. године п. н. е.), који садржи месопотамску сцену описану као „Господар животиња”, приказујући претпостављену фигуру између два лава, претпостављене сцене борбе, или чамце.
- Слика са гробнице: прилика са лавовима
- Слика са гробнице: претпостављени ратници
- Слика са гробнице: претпостављени лов
- Слика са гробнице: чамац

## Најстарији познати зоолошки врт
Најстарија позната зоолошка колекција откривена је током ископавања у Нехену 2009. године, у зоолошком врту који датира из периода око 3500. године п. н. е. Животиње, укупно њих четрнаест, укључују леопарда, два крокодила, нилске коње, хартбисте, два слона, павијане и афричке дивље мачке. Животиње откривене на локалитету гробља имале су поломљене кости.

## Каснија историја
У Нехену постоје и гробнице каснијих периода, које датирају из доба Средњег краљевства, Другог прелазног периода и Новог краљевства. У осликаној гробници Хоремхауефа пронађен је биографски натпис који извештава о његовом путовању у престоницу. Он је живео током Другог прелазног периода. Због јаке повезаности са египатским религијским идејама о краљевству, храм Хоруса у Нехену је коришћен све до времена Птолемејског краљевства, опстајући као верски центар током хиљада година египатске културе.

## Артефакти
- Реветмент подрума храма у Нехену.
- Цилиндрична ваза од камена из Нехена. Накада III (фотографија и цртеж)
- Цилиндрична тегла од кречњака са фигурама соколова, шкорпиона, лукова и птица у уздигнутом рељефу, из главног депозита у Нехену.

### Цилиндрични печати
Цилиндрични печати из Нехена укључују неке од првих познатих сцена староегипатског краља који удара заробљене непријатеље буздованом. Сматра се да су цилиндрични печати углавном потекли од месопотамских, као пример односа Египта и Месопотамије.
- Цилиндар од слоноваче пронађен у Нехену.
- Цилиндар од слоноваче са људима који се клањају.
- Цилиндар од слоноваче са животињама.
- Цилиндрични печат који приказује краља како удара заробљеног непријатеља.[23]

### Палете
Неколико прединастичких украшених палета откривено је у Нехену. Оне приказују животиње инспирисане Месопотамијом, као што су серпопарди, а такође укључују неке од првих хијероглифа.
- Нармерова палета, са серпопардима.[25]
- Палета са два пса.[25]

### Главе буздована
- Глава Нармеровог буздована, пронађена у Нехену.
- Скица са главе Нармеровог буздована.
- Остатци изрезбареног штапа са главом од серпентина, пронађени у Нехену.
- Дизајн на остацима штапа са главом од серпентина.
- Глава буздована краља Шкорпиона.